# Audi A1
De Audi A1 is een model van Duitse autoproducent Audi, oorspronkelijk uit 2010. De Audi A1 werd gepresenteerd als instapmodel onder de A3.

## Eerste generatie (2008-2018)
De eerste generatie A1 werd aan het einde van 2009 gepresenteerd, na vooraf gegaan te zijn door enkele conceptmodellen. In 2008 werd er begonnen aan de productie van de A1, zij het in zeer gelimiteerde aantallen. De A1 werd op de markt gezet als nieuw instapmodel voor Audi onder de A3. De auto deelt zijn basisplatform met de Volkswagen Polo. De Audi A1 was origineel alleen verkrijgbaar als driedeurs hatchback. Eind 2011 werd een vijfdeurs model gepresenteerd, de zogenaamde Sportback. Ten opzichte van andere Audi-modellen onderscheidt de A1 zich door zijn ronde uiterlijk, met name aan de achterkant. Dit was ook een van de kenmerken van de voorganger, de Audi A2. Ook typisch voor de A1 zijn de bogen die het dak vormen en die in contrasterende kleur kunnen worden uitgevoerd. In 2013 volgde er nog een snellere variant van de Audi A1, die de S1 genoemd werd.

### Conceptauto's

#### Metroproject Quattro Concept
Op de Tokyo Motor Show van 2007 werd de A1 getoond in de vorm van de Audi Metroproject Quattro conceptauto. Deze auto is als vierzitter uitgevoerd, en met een nieuwe hybride aandrijving. Hierbij worden de voorwielen aangedreven door een 1,4-liter Turbo FSI-motor van 150 pk en een zesversnellings S tronic-schakelbak, terwijl de achterwielen worden aangedreven door een elektromotor. Met deze motor kan op een acculading een afstand van 100 km worden afgelegd met een snelheid van 100 km/u. Hiermee wordt een brandstofbesparing van 15% gerealiseerd.
De auto werd opnieuw getoond als A1 project quattro op de Auto Mobil International van Leipzig in 2008.
Veel designkenmerken van deze conceptauto zouden worden overgenomen op de A1, zoals de contrasterende dakboog welke in afwijkende kleuren ten opzichte van de basiskleur leverbaar is, de vorm van de koplampen en achterlichten en de vorm van de carrosserie.

#### A1 Sportback Concept
Op de Mondial de l'Automobile van 2008 werd de A1 Sportback concept getoond. Deze 5-deursversie van de A1 zal naast de 3-deursversie op de markt komen. De A1 Sportback concept is voorzien van een 1,4-liter TFSI-motor van 150 pk. De kracht wordt via een S tronic versnellingsbak op de voorwielen overgebracht. Daarnaast is de auto voorzien van een 27 pk en 150 Nm sterke elektromotor die de achterwielen aandrijft. Dit stelt de auto in staat om in 7,9 seconden naar de 100 km/u te accelereren en een topsnelheid van 200 km/u te halen. Het verbruik ligt op 3,9 l/100 km en de CO2-uitstoot op 92 g/km.

#### A1 e-tron Concept
In maart 2010 toonde Audi het A1 e-tron concept, een hybride variant van de A1. De A1 e-tron is voorzien van een elektromotor van standaard 61 pk met een piekvermogen van 102 pk. Er is minimaal 150 Nm aan koppel beschikbaar, tijdelijk te verhogen tot 240 Nm. De actieradius van de elektromotor bedraagt 50 km en de topsnelheid 130 km/u. De elektromotor wordt bijgestaan door een 254 cc grote wankelmotor die helpt de accu's aan boord bij te laden. Hierdoor wordt de actieradius met 200 km verhoogd en zou de A1 e-tron in theorie 250 km kunnen afleggen zonder op te hoeven laden. De accu's kunnen weer opgeladen worden aan een 380 volt stopcontact.Volgens Audi bedraagt de laadtijd zo'n 3 uur. Ondanks de aanpassingen weegt de e-tron slechts 1.190 kg.
In september 2010 is Audi gestart met een praktijktest waarbij 20 A1 e-tron modellen in de Duitse stad München zullen gaan rondrijden. Tijdens het project dat in samenwerking met de Technische Universiteit van München wordt gedaan zullen diverse onderdelen onderzocht worden om zo veel mogelijk obstakels naar een serieproductie te doen verhelpen.

#### A1 Clubsport Quattro Concept

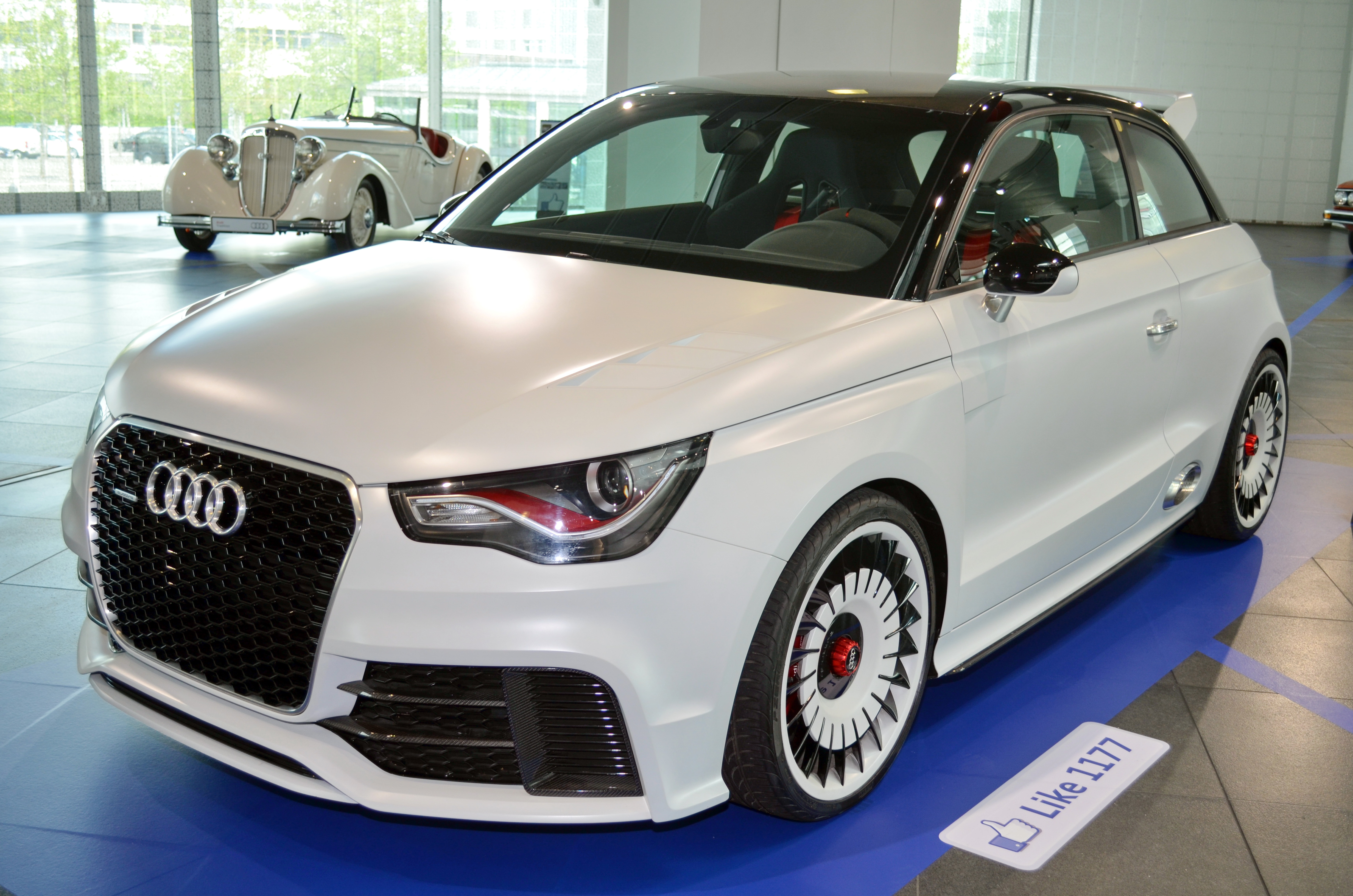
Audi A1 Clubsport Quattro Concept

Het Audi A1 Clubsport Quattro Concept werd tijdens het WörtherSeeTour in 2011 getoond. Dit model bevatte een 2,5 liter vijfcilinder benzinemotor die ook in de Audi RS3 gebruikt werd. Het vermogen werd daarmee opgehoogd tot zo'n 503 pk. De latere Audi A1 Quattro en Audi S1 volgden dit model op als snellere varianten van de standaard A1, al werden de visuele elementen iets subtieler aangebracht bij de productiemodellen. Zo verdwenen de uitlaten aan de zijkant die dit concept bevatte.

### A1 Quattro
In december 2011 werd de Audi A1 quattro voorgesteld als gelimiteerd model van 333 exemplaren. De A1 quattro beschikt over een 2.0 TFSI-motor met een vermogen van 256 pk en een koppel 350 Nm. De vierwielaandrijving wordt geregeld via een hydraulisch bediende koppeling. De A1 quattro is voorzien van een handgeschakelde zesbak. Over een sprint van 0 naar 100 km/h doet de A1 quattro 5,7 seconden en hij heeft en topsnelheid van 245 km/h. De A1 quattro wordt geleverd in de kleur Gletsjerwit en is te herkennen aan zijn aangepaste bumpers, rode strips in de koplampen, zwarte designelementen op de carrosserie, dubbele uitlaten en zijn speciale velgen.

### Technisch
De A1 is op het Volkswagen A05-platform gebaseerd waar ook de vijfde generatie Volkswagen Polo op gebouwd is.
Bij introductie kwamen er twee benzinemotoren en een dieselmotor beschikbaar. Op benzinevlak zijn er de 1.2 TFSI met 86 pk en de 1.4 TFSI met 122 pk. De dieselmotor is de 1.6 TDI met 106 pk en 250 Nm koppel. Alle motoren zijn standaard gekoppeld aan een handgeschakelde vijfversnellingsbak. De 1.4 TFSI is ook beschikbaar met een 7-traps S-tronic met dubbele koppeling.
Op de Mondial de l'Automobile 2010 in Parijs werd een nieuw topmodel van de A1-reeks gepresenteerd, met 185 pk sterke 1.4 TFSI-motor die voorzien is van zowel een turbo als een mechanische compressor. De auto is standaard voorzien van de 7-traps S tronic-transmissie. Aanvankelijk was het de bedoeling om deze motorisering als Audi S1 op de markt te brengen maar omdat de auto volgens Audi niet voldeed aan de standaard voor haar S-modellen zoals quattro-vierwielaandrijving en bepaalde prestaties is besloten deze versie als 'gewoon' model aan te bieden.
Ook kwamen er nieuwe diesels, de 1.6 TDI kwam als 90 pk sterke variant en de 2.0 TDI maakte zijn weg in de A1, met 143 pk en 320 Nm.
Later in 2013 kwam er nog een variant van de 1.4 TFSI, namelijk de 1.4 TFSI COD. COD staat voor Cilinder On Demand, wat inhoudt dat deze motor over cilinderuitschakeling beschikt wanneer niet om het volle vermogen gevraagd wordt. Het blok levert 140 pk.
De auto heeft voorwielaandrijving, behalve de quattro, die over vierwielaandrijving beschikt. Bij de benzinevarianten worden vrijwel alle opties met zowel een automatische versnellingsbak als een handmatige versnellingsbak. Deze handbak bevat 5 versnellingen voor de kleinste motoroptie, de andere bevatten 6 versnellingen. Op dieselgebied is er alleen een automaat mogelijk op de kleinste motoroptie. De handbak modellen bevatten 5 versnellingen, op de 2.0 na, die er 6 heeft.

### Geleverde motoren

#### Benzine
| Geleverde Benzine motoren | Geleverde Benzine motoren | Geleverde Benzine motoren | Geleverde Benzine motoren | Geleverde Benzine motoren | Geleverde Benzine motoren | Geleverde Benzine motoren | Geleverde Benzine motoren | Geleverde Benzine motoren | Geleverde Benzine motoren | Geleverde Benzine motoren | Geleverde Benzine motoren | Geleverde Benzine motoren | Geleverde Benzine motoren | Geleverde Benzine motoren | Geleverde Benzine motoren | Geleverde Benzine motoren | Geleverde Benzine motoren | Geleverde Benzine motoren | Geleverde Benzine motoren |
| Type                      | Motor                     | Motor                     | Motor                     | Motor                     | Motor                     | Motor                     | Vermogen                  | Koppel                    | Aandrijving               | Overbrenging              | Topsnelheid               | 0-100 km/u                | Verbruik                  | Emissie                   | Gewicht                   | Tankinhoud                | Actieradius               | Koffervolume              | Productie                 |
| Type                      | Cilinders                 | Kleppen                   | Inhoud                    | Boring                    | Slag                      | Compressie                | Vermogen                  | Koppel                    | Aandrijving               | Overbrenging              | Topsnelheid               | 0-100 km/u                | Verbruik                  | Emissie                   | Gewicht                   | Tankinhoud                | Actieradius               | Koffervolume              | Productie                 |
| ------------------------- | ------------------------- | ------------------------- | ------------------------- | ------------------------- | ------------------------- | ------------------------- | ------------------------- | ------------------------- | ------------------------- | ------------------------- | ------------------------- | ------------------------- | ------------------------- | ------------------------- | ------------------------- | ------------------------- | ------------------------- | ------------------------- | ------------------------- |
| 1.2 TFSI                  | 4-in-lijn                 | 8V                        | 1.197 cm³                 | 71 mm                     | 75,6 mm                   | 10:1                      | 63 kW 86 pk               | 160 Nm                    | Voorwiel                  | 5-bak                     | 180 km/u                  | 11,7 s                    | 5 l/100km                 | 116g/km                   | 1040 kg                   | 45 L                      | 900 km                    | 270 L                     | mrt-14 aug-14             |
| 1.4 TFSI                  | 4-in-lijn                 | 16V                       | 1.390 cm³                 | 76,5 mm                   | 75,6 mm                   | 10:1                      | 90 kW 122 pk              | 200 Nm                    | Voorwiel                  | 7-traps S tronic          | 203 km/u                  | 8,9 s                     | 5,2 l/100km               | 122g/km                   | 1125 kg                   | 45 L                      | 865 km                    | 270 L                     | mrt-10 aug-14             |
| 1.4 TFSI                  | 4-in-lijn                 | 16V                       | 1.390 cm³                 | 76,5 mm                   | 75,6 mm                   | 10:1                      | 90 kW 122 pk              | 200 Nm                    | Voorwiel                  | 6-bak                     | 203 km/u                  | 8,9 s                     | 5,3 l/100km               | 124g/km                   | 1100 kg                   | 45 L                      | 849 km                    | 270 L                     | jun-10 aug-14             |
| 1.4 TFSI COD              | 4-in-lijn                 | 16V                       | 1.395 cm³                 | 74,5 mm                   | 80,0 mm                   | 10:1                      | 103 kW 140 pk             | 250 Nm                    | Voorwiel                  | 7-traps S tronic          | 212 km/u                  | 7,9 s                     | 4,7 l/100km               | 109g/km                   | 1120 kg                   | 45 L                      | 957 km                    | 270 L                     | aug-12 aug-14             |
| 1.4 TFSI COD              | 4-in-lijn                 | 16V                       | 1.395 cm³                 | 74,5 mm                   | 80,0 mm                   | 10:1                      | 103 kW 140 pk             | 250 Nm                    | Voorwiel                  | 6-bak                     | 212 km/u                  | 7,9 s                     | 4,5 l/100km               | 109g/km                   | 1110 kg                   | 45 L                      | 1000 km                   | 270 L                     | aug-12 aug-14             |
| 1.4 TFSI                  | 4-in-lijn                 | 16V                       | 1.390 cm³                 | 76,5 mm                   | 75,6 mm                   | 10:1                      | 136 kW 185 pk             | 250 Nm                    | Voorwiel                  | 7-traps S tronic          | 227 km/u                  | 6,9 s                     | 5,9 l/100km               | 139g/km                   | 1190 kg                   | 45 L                      | 763 km                    | 270 L                     | okt-10 aug-14             |
| 2.0 TFSI                  | 4-in-lijn                 | 16V                       | 1.984 cm³                 | 82,5 mm                   | 92,8 mm                   | 9,8:1                     | 188 kW 256 pk             | 350 Nm                    | Quattro                   | 6-bak                     | 245 km/u                  | 5,7 s                     | 8,6 l/100km               | 199g/km                   | 1390 kg                   | 45 L                      | 523 km                    | 210 L                     | apr-12 dec-12             |

| Geleverde Benzine motoren Sportback | Geleverde Benzine motoren Sportback | Geleverde Benzine motoren Sportback | Geleverde Benzine motoren Sportback | Geleverde Benzine motoren Sportback | Geleverde Benzine motoren Sportback | Geleverde Benzine motoren Sportback | Geleverde Benzine motoren Sportback | Geleverde Benzine motoren Sportback | Geleverde Benzine motoren Sportback | Geleverde Benzine motoren Sportback | Geleverde Benzine motoren Sportback | Geleverde Benzine motoren Sportback | Geleverde Benzine motoren Sportback | Geleverde Benzine motoren Sportback | Geleverde Benzine motoren Sportback | Geleverde Benzine motoren Sportback | Geleverde Benzine motoren Sportback | Geleverde Benzine motoren Sportback | Geleverde Benzine motoren Sportback |
| Type                                | Motor                               | Motor                               | Motor                               | Motor                               | Motor                               | Motor                               | Vermogen                            | Koppel                              | Aandrijving                         | Overbrenging                        | Topsnelheid                         | 0-100 km/u                          | Verbruik                            | Emissie                             | Gewicht                             | Tankinhoud                          | Actieradius                         | Koffervolume                        | Productie                           |
| Type                                | Cilinders                           | Kleppen                             | Inhoud                              | Boring                              | Slag                                | Compressie                          | Vermogen                            | Koppel                              | Aandrijving                         | Overbrenging                        | Topsnelheid                         | 0-100 km/u                          | Verbruik                            | Emissie                             | Gewicht                             | Tankinhoud                          | Actieradius                         | Koffervolume                        | Productie                           |
| ----------------------------------- | ----------------------------------- | ----------------------------------- | ----------------------------------- | ----------------------------------- | ----------------------------------- | ----------------------------------- | ----------------------------------- | ----------------------------------- | ----------------------------------- | ----------------------------------- | ----------------------------------- | ----------------------------------- | ----------------------------------- | ----------------------------------- | ----------------------------------- | ----------------------------------- | ----------------------------------- | ----------------------------------- | ----------------------------------- |
| 1.2 TFSI                            | 4-in-lijn                           | 8V                                  | 1.197 cm³                           | 71 mm                               | 75,6 mm                             | 10:1                                | 63 kW 86 pk                         | 160 Nm                              | Voorwiel                            | 5-bak                               | 180 km/u                            | 11,9 s                              | 5 l/100km                           | 116g/km                             | 1065 kg                             | 45 L                                | 900 km                              | 270 L                               | mrt-14 aug-14                       |
| 1.4 TFSI                            | 4-in-lijn                           | 16V                                 | 1.390 cm³                           | 76,5 mm                             | 75,6 mm                             | 10:1                                | 90 kW 122 pk                        | 200 Nm                              | Voorwiel                            | 7-traps S tronic                    | 203 km/u                            | 9 s                                 | 5,3 l/100km                         | 122g/km                             | 1150 kg                             | 45 L                                | 849 km                              | 270 L                               | feb-13 aug-14                       |
| 1.4 TFSI                            | 4-in-lijn                           | 16V                                 | 1.390 cm³                           | 76,5 mm                             | 75,6 mm                             | 10:1                                | 90 kW 122 pk                        | 200 Nm                              | Voorwiel                            | 6-bak                               | 203 km/u                            | 9 s                                 | 5,4 l/100km                         | 126g/km                             | 1125 kg                             | 45 L                                | 833 km                              | 270 L                               | okt-11 aug-14                       |
| 1.4 TFSI COD                        | 4-in-lijn                           | 16V                                 | 1.395 cm³                           | 74,5 mm                             | 80,0 mm                             | 10:1                                | 103 kW 140 pk                       | 250 Nm                              | Voorwiel                            | 7-traps S tronic                    | 212 km/u                            | 8 s                                 | 4,7 l/100km                         | 109g/km                             | 1145 kg                             | 45 L                                | 957 km                              | 270 L                               | aug-12 aug-14                       |
| 1.4 TFSI COD                        | 4-in-lijn                           | 16V                                 | 1.395 cm³                           | 74,5 mm                             | 80,0 mm                             | 10:1                                | 103 kW 140 pk                       | 250 Nm                              | Voorwiel                            | 6-bak                               | 212 km/u                            | 8 s                                 | 4,7 l/100km                         | 109g/km                             | 1135 kg                             | 45 L                                | 957 km                              | 270 L                               | aug-12 aug-14                       |
| 1.4 TFSI                            | 4-in-lijn                           | 16V                                 | 1.390 cm³                           | 76,5 mm                             | 75,6 mm                             | 10:1                                | 136 kW 185 pk                       | 250 Nm                              | Voorwiel                            | 7-traps S tronic                    | 227 km/u                            | 7 s                                 | 5,9 l/100km                         | 139g/km                             | 1215 kg                             | 45 L                                | 763 km                              | 270 L                               | sep-11 aug-14                       |

#### Diesel
| Geleverde Diesel motoren | Geleverde Diesel motoren | Geleverde Diesel motoren | Geleverde Diesel motoren | Geleverde Diesel motoren | Geleverde Diesel motoren | Geleverde Diesel motoren | Geleverde Diesel motoren | Geleverde Diesel motoren | Geleverde Diesel motoren | Geleverde Diesel motoren | Geleverde Diesel motoren | Geleverde Diesel motoren | Geleverde Diesel motoren | Geleverde Diesel motoren | Geleverde Diesel motoren | Geleverde Diesel motoren | Geleverde Diesel motoren | Geleverde Diesel motoren | Geleverde Diesel motoren |
| Type                     | Motor                    | Motor                    | Motor                    | Motor                    | Motor                    | Motor                    | Vermogen                 | Koppel                   | Aandrijving              | Overbrenging             | Topsnelheid              | 0-100 km/u               | Verbruik                 | Emissie                  | Gewicht                  | Tankinhoud               | Actieradius              | Koffervolume             | Productie                |
| Type                     | Cilinders                | Kleppen                  | Inhoud                   | Boring                   | Slag                     | Compressie               | Vermogen                 | Koppel                   | Aandrijving              | Overbrenging             | Topsnelheid              | 0-100 km/u               | Verbruik                 | Emissie                  | Gewicht                  | Tankinhoud               | Actieradius              | Koffervolume             | Productie                |
| ------------------------ | ------------------------ | ------------------------ | ------------------------ | ------------------------ | ------------------------ | ------------------------ | ------------------------ | ------------------------ | ------------------------ | ------------------------ | ------------------------ | ------------------------ | ------------------------ | ------------------------ | ------------------------ | ------------------------ | ------------------------ | ------------------------ | ------------------------ |
| 1.6 TDI                  | 4-in-lijn                | 16V                      | 1.598 cm³                | 79,5 mm                  | 80,5 mm                  | 16½:1                    | 66 kW 90 pk              | 230 Nm                   | Voorwiel                 | 7-traps S tronic         | 182 km/u                 | 11,4 s                   | 4,2 l/100km              | 110g/km                  | 1160 kg                  | 45 L                     | 1071 km                  | 270 L                    | jan-11 aug-14            |
| 1.6 TDI                  | 4-in-lijn                | 16V                      | 1.598 cm³                | 79,5 mm                  | 80,5 mm                  | 16½:1                    | 66 kW 90 pk              | 230 Nm                   | Voorwiel                 | 5-bak                    | 182 km/u                 | 11,4 s                   | 3,8 l/100km              | 99g/km                   | 1135 kg                  | 45 L                     | 1184 km                  | 270 L                    | jan-11 aug-14            |
| 1.6 TDI                  | 4-in-lijn                | 16V                      | 1.598 cm³                | 79,5 mm                  | 80,5 mm                  | 16½:1                    | 77 kW 105 pk             | 250 Nm                   | Voorwiel                 | 5-bak                    | 190 km/u                 | 10,5 s                   | 3,9 l/100km              | 103g/km                  | 1140 kg                  | 45 L                     | 1154 km                  | 270 L                    | mrt-10 dec-10            |
| 1.6 TDI                  | 4-in-lijn                | 16V                      | 1.598 cm³                | 79,5 mm                  | 80,5 mm                  | 16½:1                    | 77 kW 105 pk             | 250 Nm                   | Voorwiel                 | 5-bak                    | 190 km/u                 | 10,5 s                   | 3,8 l/100km              | 99g/km                   | 1140 kg                  | 45 L                     | 1184 km                  | 270 L                    | jan-11 aug-14            |
| 2.0 TDI CR+              | 4-in-lijn                | 16V                      | 1.968 cm³                | 81,0 mm                  | 95,5 mm                  | 16:1                     | 100 kW 136 pk            | 320 Nm                   | Voorwiel                 | 6-bak                    | 214 km/u                 | 8,5 s                    | 4,1 l/100km              | 108g/km                  | 1190 kg                  | 45 L                     | 1098 km                  | 270 L                    | jan-13 aug-14            |
| 2.0 TDI CR+              | 4-in-lijn                | 16V                      | 1.968 cm³                | 81,0 mm                  | 95,5 mm                  | 16:1                     | 105 kW 143 pk            | 320 Nm                   | Voorwiel                 | 6-bak                    | 217 km/u                 | 8,2 s                    | 4,1 l/100km              | 108g/km                  | 1190 kg                  | 45 L                     | 1098 km                  | 270 L                    | jan-13 aug-14            |

| Geleverde Diesel motoren Sportback | Geleverde Diesel motoren Sportback | Geleverde Diesel motoren Sportback | Geleverde Diesel motoren Sportback | Geleverde Diesel motoren Sportback | Geleverde Diesel motoren Sportback | Geleverde Diesel motoren Sportback | Geleverde Diesel motoren Sportback | Geleverde Diesel motoren Sportback | Geleverde Diesel motoren Sportback | Geleverde Diesel motoren Sportback | Geleverde Diesel motoren Sportback | Geleverde Diesel motoren Sportback | Geleverde Diesel motoren Sportback | Geleverde Diesel motoren Sportback | Geleverde Diesel motoren Sportback | Geleverde Diesel motoren Sportback | Geleverde Diesel motoren Sportback | Geleverde Diesel motoren Sportback | Geleverde Diesel motoren Sportback |
| Type                               | Motor                              | Motor                              | Motor                              | Motor                              | Motor                              | Motor                              | Vermogen                           | Koppel                             | Aandrijving                        | Overbrenging                       | Topsnelheid                        | 0-100 km/u                         | Verbruik                           | Emissie                            | Gewicht                            | Tankinhoud                         | Actieradius                        | Koffervolume                       | Productie                          |
| Type                               | Cilinders                          | Kleppen                            | Inhoud                             | Boring                             | Slag                               | Compressie                         | Vermogen                           | Koppel                             | Aandrijving                        | Overbrenging                       | Topsnelheid                        | 0-100 km/u                         | Verbruik                           | Emissie                            | Gewicht                            | Tankinhoud                         | Actieradius                        | Koffervolume                       | Productie                          |
| ---------------------------------- | ---------------------------------- | ---------------------------------- | ---------------------------------- | ---------------------------------- | ---------------------------------- | ---------------------------------- | ---------------------------------- | ---------------------------------- | ---------------------------------- | ---------------------------------- | ---------------------------------- | ---------------------------------- | ---------------------------------- | ---------------------------------- | ---------------------------------- | ---------------------------------- | ---------------------------------- | ---------------------------------- | ---------------------------------- |
| 1.6 TDI                            | 4-in-lijn                          | 16V                                | 1.598 cm³                          | 79,5 mm                            | 80,5 mm                            | 16½:1                              | 66 kW 90 pk                        | 230 Nm                             | Voorwiel                           | 7-traps S tronic                   | 182 km/u                           | 11,6 s                             | 4,2 l/100km                        | 110g/km                            | 1185 kg                            | 45 L                               | 1071 km                            | 270 L                              | okt-11 aug-14                      |
| 1.6 TDI                            | 4-in-lijn                          | 16V                                | 1.598 cm³                          | 79,5 mm                            | 80,5 mm                            | 16½:1                              | 66 kW 90 pk                        | 230 Nm                             | Voorwiel                           | 5-bak                              | 182 km/u                           | 11,6 s                             | 3,8 l/100km                        | 99g/km                             | 1160 kg                            | 45 L                               | 1184 km                            | 270 L                              | sep-11 aug-14                      |
| 1.6 TDI                            | 4-in-lijn                          | 16V                                | 1.598 cm³                          | 79,5 mm                            | 80,5 mm                            | 16½:1                              | 77 kW 105 pk                       | 250 Nm                             | Voorwiel                           | 5-bak                              | 190 km/u                           | 10,7 s                             | 3,8 l/100km                        | 99g/km                             | 1165 kg                            | 45 L                               | 1154 km                            | 270 L                              | sep-11 aug-14                      |
| 2.0 TDI CR+                        | 4-in-lijn                          | 16V                                | 1.968 cm³                          | 81,0 mm                            | 95,5 mm                            | 16:1                               | 100 kW 136 pk                      | 320 Nm                             | Voorwiel                           | 6-bak                              | 214 km/u                           | 8,6 s                              | 4,1 l/100km                        | 108g/km                            | 1215 kg                            | 45 L                               | 1098 km                            | 270 L                              | mrt-12 aug-14                      |
| 2.0 TDI CR+                        | 4-in-lijn                          | 16V                                | 1.968 cm³                          | 81,0 mm                            | 95,5 mm                            | 16:1                               | 105 kW 143 pk                      | 320 Nm                             | Voorwiel                           | 6-bak                              | 217 km/u                           | 8,3 s                              | 4,1 l/100km                        | 108g/km                            | 1215 kg                            | 45 L                               | 1098 km                            | 270 L                              | mrt-12 aug-14                      |

### Facelift
In januari 2015 kreeg de Audi A1 een facelift. Hierbij werd het uiterlijk iets opgefrist, de elektrische stuurbekrachtiging aangepast en voldoen alle motoren aan de Euro-6 norm.
Om aan de Euro-6 norm te kunnen voldoen heeft de 1.2 TFSI plaats gemaakt voor een nieuwe 1.0 TFSI 3-cilinder motor met 95 pk. Verder leveren de 1.4 TFSI en 1.4 TFSI COD meer vermogen, respectievelijk 125 pk en 150 pk. De 1.4 TFSI met 185pk is vervangen voor een 1.8 TFSI met 190 pk.
Op dieselgebied is de 1.6 TDI voortaan 116 pk sterk en is de nieuwe instapmotor de 1.4 TDI, ook een driecilinder, met 90 pk. De 2.0 TDI keerde niet terug.

### Geleverde motoren

#### Benzine
| Geleverde Benzine motoren | Geleverde Benzine motoren | Geleverde Benzine motoren | Geleverde Benzine motoren | Geleverde Benzine motoren | Geleverde Benzine motoren | Geleverde Benzine motoren | Geleverde Benzine motoren | Geleverde Benzine motoren | Geleverde Benzine motoren | Geleverde Benzine motoren | Geleverde Benzine motoren | Geleverde Benzine motoren | Geleverde Benzine motoren | Geleverde Benzine motoren | Geleverde Benzine motoren | Geleverde Benzine motoren | Geleverde Benzine motoren | Geleverde Benzine motoren | Geleverde Benzine motoren |
| Type                      | Motor                     | Motor                     | Motor                     | Motor                     | Motor                     | Motor                     | Vermogen                  | Koppel                    | Aandrijving               | Overbrenging              | Topsnelheid               | 0-100 km/u                | Verbruik                  | Emissie                   | Gewicht                   | Tankinhoud                | Actieradius               | Koffervolume              | Productie                 |
| Type                      | Cilinders                 | Kleppen                   | Inhoud                    | Boring                    | Slag                      | Compressie                | Vermogen                  | Koppel                    | Aandrijving               | Overbrenging              | Topsnelheid               | 0-100 km/u                | Verbruik                  | Emissie                   | Gewicht                   | Tankinhoud                | Actieradius               | Koffervolume              | Productie                 |
| ------------------------- | ------------------------- | ------------------------- | ------------------------- | ------------------------- | ------------------------- | ------------------------- | ------------------------- | ------------------------- | ------------------------- | ------------------------- | ------------------------- | ------------------------- | ------------------------- | ------------------------- | ------------------------- | ------------------------- | ------------------------- | ------------------------- | ------------------------- |
| 1.0 TFSI                  | 3-in-lijn                 | 12V                       | 999 cm³                   | 74,5 mm                   | 76,4 mm                   | 10½:1                     | 60 kW 82 pk               | 160 Nm                    | Voorwiel                  | 5-bak                     | 177 km/u                  | 12,4 s                    | 4,2 l/100km               | 97g/km                    | 1035 kg                   | 45 L                      | 1071 km                   | 270 L                     | okt-15 jun-18             |
| 1.0 TFSI Ultra            | 3-in-lijn                 | 12V                       | 999 cm³                   | 74,5 mm                   | 76,4 mm                   | 10½:1                     | 70 kW 95 pk               | 160 Nm                    | Voorwiel                  | 7-traps S tronic          | 186 km/u                  | 10,9 s                    | 4,4 l/100km               | 102g/km                   | 1065 kg                   | 45 L                      | 1023 km                   | 270 L                     | feb-15 jun-18             |
| 1.0 TFSI Ultra            | 3-in-lijn                 | 12V                       | 999 cm³                   | 74,5 mm                   | 76,4 mm                   | 10½:1                     | 70 kW 95 pk               | 160 Nm                    | Voorwiel                  | 5-bak                     | 186 km/u                  | 10,9 s                    | 4,2 l/100km               | 97g/km                    | 1035 kg                   | 45 L                      | 1071 km                   | 270 L                     | feb-15 jun-18             |
| 1.4 TFSI                  | 4-in-lijn                 | 16V                       | 1.395 cm³                 | 74,5 mm                   | 80,0 mm                   | 10:1                      | 92 kW 125 pk              | 200 Nm                    | Voorwiel                  | 7-traps S tronic          | 204 km/u                  | 8,8 s                     | 4,9 l/100km               | 112g/km                   | 1115 kg                   | 45 L                      | 918 km                    | 270 L                     | sep-14 jun-18             |
| 1.4 TFSI                  | 4-in-lijn                 | 16V                       | 1.395 cm³                 | 74,5 mm                   | 80,0 mm                   | 10:1                      | 92 kW 125 pk              | 200 Nm                    | Voorwiel                  | 6-bak                     | 204 km/u                  | 8,8 s                     | 4,9 l/100km               | 115g/km                   | 1080 kg                   | 45 L                      | 918 km                    | 270 L                     | sep-14 jun-18             |
| 1.4 TFSI COD              | 4-in-lijn                 | 16V                       | 1.395 cm³                 | 74,5 mm                   | 80,0 mm                   | 10:1                      | 110 kW 150 pk             | 250 Nm                    | Voorwiel                  | 7-traps S tronic          | 215 km/u                  | 7,8 s                     | 4,7 l/100km               | 109g/km                   | 1130 kg                   | 45 L                      | 957 km                    | 270 L                     | sep-14 jun-18             |
| 1.4 TFSI COD              | 4-in-lijn                 | 16V                       | 1.395 cm³                 | 74,5 mm                   | 80,0 mm                   | 10:1                      | 110 kW 150 pk             | 250 Nm                    | Voorwiel                  | 6-bak                     | 215 km/u                  | 7,8 s                     | 4,7 l/100km               | 109g/km                   | 1120 kg                   | 45 L                      | 957 km                    | 270 L                     | sep-14 jun-18             |
| 1.8 TFSI                  | 4-in-lijn                 | 16V                       | 1.798 cm³                 | 82,5 mm                   | 84,1 mm                   | 9,6:1                     | 141 kW 192 pk             | 250 Nm                    | Voorwiel                  | 7-traps S tronic          | 234 km/u                  | 6,8 s                     | 5,6 l/100km               | 129g/km                   | 1180 kg                   | 45 L                      | 804 km                    | 270 L                     | sep-14 jun-18             |

| Geleverde Benzine motoren Sportback | Geleverde Benzine motoren Sportback | Geleverde Benzine motoren Sportback | Geleverde Benzine motoren Sportback | Geleverde Benzine motoren Sportback | Geleverde Benzine motoren Sportback | Geleverde Benzine motoren Sportback | Geleverde Benzine motoren Sportback | Geleverde Benzine motoren Sportback | Geleverde Benzine motoren Sportback | Geleverde Benzine motoren Sportback | Geleverde Benzine motoren Sportback | Geleverde Benzine motoren Sportback | Geleverde Benzine motoren Sportback | Geleverde Benzine motoren Sportback | Geleverde Benzine motoren Sportback | Geleverde Benzine motoren Sportback | Geleverde Benzine motoren Sportback | Geleverde Benzine motoren Sportback | Geleverde Benzine motoren Sportback |
| Type                                | Motor                               | Motor                               | Motor                               | Motor                               | Motor                               | Motor                               | Vermogen                            | Koppel                              | Aandrijving                         | Overbrenging                        | Topsnelheid                         | 0-100 km/u                          | Verbruik                            | Emissie                             | Gewicht                             | Tankinhoud                          | Actieradius                         | Koffervolume                        | Productie                           |
| Type                                | Cilinders                           | Kleppen                             | Inhoud                              | Boring                              | Slag                                | Compressie                          | Vermogen                            | Koppel                              | Aandrijving                         | Overbrenging                        | Topsnelheid                         | 0-100 km/u                          | Verbruik                            | Emissie                             | Gewicht                             | Tankinhoud                          | Actieradius                         | Koffervolume                        | Productie                           |
| ----------------------------------- | ----------------------------------- | ----------------------------------- | ----------------------------------- | ----------------------------------- | ----------------------------------- | ----------------------------------- | ----------------------------------- | ----------------------------------- | ----------------------------------- | ----------------------------------- | ----------------------------------- | ----------------------------------- | ----------------------------------- | ----------------------------------- | ----------------------------------- | ----------------------------------- | ----------------------------------- | ----------------------------------- | ----------------------------------- |
| 1.0 TFSI                            | 3-in-lijn                           | 12V                                 | 999 cm³                             | 74,5 mm                             | 76,4 mm                             | 10½:1                               | 60 kW 82 pk                         | 160 Nm                              | Voorwiel                            | 5-bak                               | 177 km/u                            | 12,6 s                              | 4,2 l/100km                         | 97g/km                              | 1060 kg                             | 45 L                                | 1071 km                             | 270 L                               | okt-15 jun-18                       |
| 1.0 TFSI Ultra                      | 3-in-lijn                           | 12V                                 | 999 cm³                             | 74,5 mm                             | 76,4 mm                             | 10½:1                               | 70 kW 95 pk                         | 160 Nm                              | Voorwiel                            | 7-traps S tronic                    | 186 km/u                            | 11,1 s                              | 4,4 l/100km                         | 102g/km                             | 1090 kg                             | 45 L                                | 1023 km                             | 270 L                               | feb-15 jun-18                       |
| 1.0 TFSI Ultra                      | 3-in-lijn                           | 12V                                 | 999 cm³                             | 74,5 mm                             | 76,4 mm                             | 10½:1                               | 70 kW 95 pk                         | 160 Nm                              | Voorwiel                            | 5-bak                               | 186 km/u                            | 11,1 s                              | 4,2 l/100km                         | 97g/km                              | 1060 kg                             | 45 L                                | 1071 km                             | 270 L                               | feb-15 jun-18                       |
| 1.4 TFSI                            | 4-in-lijn                           | 16V                                 | 1.395 cm³                           | 74,5 mm                             | 80,0 mm                             | 10:1                                | 92 kW 125 pk                        | 200 Nm                              | Voorwiel                            | 7-traps S tronic                    | 204 km/u                            | 8,9 s                               | 4,9 l/100km                         | 112g/km                             | 1140 kg                             | 45 L                                | 918 km                              | 270 L                               | sep-14 jun-18                       |
| 1.4 TFSI                            | 4-in-lijn                           | 16V                                 | 1.395 cm³                           | 74,5 mm                             | 80,0 mm                             | 10:1                                | 92 kW 125 pk                        | 200 Nm                              | Voorwiel                            | 6-bak                               | 204 km/u                            | 8,9 s                               | 5,1 l/100km                         | 118g/km                             | 1105 kg                             | 45 L                                | 882 km                              | 270 L                               | sep-14 jun-18                       |
| 1.4 TFSI COD                        | 4-in-lijn                           | 16V                                 | 1.395 cm³                           | 74,5 mm                             | 80,0 mm                             | 10:1                                | 110 kW 150 pk                       | 250 Nm                              | Voorwiel                            | 7-traps S tronic                    | 215 km/u                            | 7,9 s                               | 4,7 l/100km                         | 109g/km                             | 1155 kg                             | 45 L                                | 957 km                              | 270 L                               | sep-14 jun-18                       |
| 1.4 TFSI COD                        | 4-in-lijn                           | 16V                                 | 1.395 cm³                           | 74,5 mm                             | 80,0 mm                             | 10:1                                | 110 kW 150 pk                       | 250 Nm                              | Voorwiel                            | 6-bak                               | 215 km/u                            | 7,9 s                               | 4,7 l/100km                         | 109g/km                             | 1145 kg                             | 45 L                                | 957 km                              | 270 L                               | sep-14 jun-18                       |
| 1.8 TFSI                            | 4-in-lijn                           | 16V                                 | 1.798 cm³                           | 82,5 mm                             | 84,1 mm                             | 9,6:1                               | 141 kW 192 pk                       | 250 Nm                              | Voorwiel                            | 7-traps S tronic                    | 234 km/u                            | 6,9 s                               | 5,6 l/100km                         | 129g/km                             | 1205 kg                             | 45 L                                | 804 km                              | 270 L                               | okt-14 jun-18                       |

#### Diesel
| Geleverde Diesel motoren | Geleverde Diesel motoren | Geleverde Diesel motoren | Geleverde Diesel motoren | Geleverde Diesel motoren | Geleverde Diesel motoren | Geleverde Diesel motoren | Geleverde Diesel motoren | Geleverde Diesel motoren | Geleverde Diesel motoren | Geleverde Diesel motoren | Geleverde Diesel motoren | Geleverde Diesel motoren | Geleverde Diesel motoren | Geleverde Diesel motoren | Geleverde Diesel motoren | Geleverde Diesel motoren | Geleverde Diesel motoren | Geleverde Diesel motoren | Geleverde Diesel motoren |
| Type                     | Motor                    | Motor                    | Motor                    | Motor                    | Motor                    | Motor                    | Vermogen                 | Koppel                   | Aandrijving              | Overbrenging             | Topsnelheid              | 0-100 km/u               | Verbruik                 | Emissie                  | Gewicht                  | Tankinhoud               | Actieradius              | Koffervolume             | Productie                |
| Type                     | Cilinders                | Kleppen                  | Inhoud                   | Boring                   | Slag                     | Compressie               | Vermogen                 | Koppel                   | Aandrijving              | Overbrenging             | Topsnelheid              | 0-100 km/u               | Verbruik                 | Emissie                  | Gewicht                  | Tankinhoud               | Actieradius              | Koffervolume             | Productie                |
| ------------------------ | ------------------------ | ------------------------ | ------------------------ | ------------------------ | ------------------------ | ------------------------ | ------------------------ | ------------------------ | ------------------------ | ------------------------ | ------------------------ | ------------------------ | ------------------------ | ------------------------ | ------------------------ | ------------------------ | ------------------------ | ------------------------ | ------------------------ |
| 1.4 TDI Ultra            | 3-in-lijn                | 12V                      | 1.422 cm³                | 79,5 mm                  | 95,5 mm                  | 16,1:1                   | 66 kW 90 pk              | 230 Nm                   | Voorwiel                 | 7-traps S tronic         | 182 km/u                 | 11,4 s                   | 3,6 l/100km              | 94g/km                   | 1120 kg                  | 45 L                     | 1250 km                  | 270 L                    | sep-14 dec-15            |
| 1.4 TDI Ultra            | 3-in-lijn                | 12V                      | 1.422 cm³                | 79,5 mm                  | 95,5 mm                  | 16,1:1                   | 66 kW 90 pk              | 230 Nm                   | Voorwiel                 | 5-bak                    | 182 km/u                 | 11,4 s                   | 3,4 l/100km              | 89g/km                   | 1090 kg                  | 45 L                     | 1324 km                  | 270 L                    | nov-14 dec-15            |
| 1.4 TDI Ultra            | 3-in-lijn                | 12V                      | 1.422 cm³                | 79,5 mm                  | 95,5 mm                  | 16,1:1                   | 66 kW 90 pk              | 230 Nm                   | Voorwiel                 | 7-traps S tronic         | 182 km/u                 | 11,4 s                   | 3,8 l/100km              | 99g/km                   | 1120 kg                  | 45 L                     | 1184 km                  | 270 L                    | jan-16 jun-18            |
| 1.4 TDI Ultra            | 3-in-lijn                | 12V                      | 1.422 cm³                | 79,5 mm                  | 95,5 mm                  | 16,1:1                   | 66 kW 90 pk              | 230 Nm                   | Voorwiel                 | 5-bak                    | 182 km/u                 | 11,4 s                   | 3,6 l/100km              | 94g/km                   | 1090 kg                  | 45 L                     | 1250 km                  | 270 L                    | jan-16 jun-18            |
| 1.6 TDI                  | 4-in-lijn                | 16V                      | 1.598 cm³                | 79,5 mm                  | 80,5 mm                  | 16,2:1                   | 85 kW 116 pk             | 250 Nm                   | Voorwiel                 | 7-traps S tronic         | 200 km/u                 | 9,4 s                    | 3,7 l/100km              | 97g/km                   | 1175 kg                  | 45 L                     | 1216 km                  | 270 L                    | jan-15 nov-15            |
| 1.6 TDI                  | 4-in-lijn                | 16V                      | 1.598 cm³                | 79,5 mm                  | 80,5 mm                  | 16,2:1                   | 85 kW 116 pk             | 250 Nm                   | Voorwiel                 | 5-bak                    | 200 km/u                 | 9,4 s                    | 3,5 l/100km              | 92g/km                   | 1150 kg                  | 45 L                     | 1286 km                  | 270 L                    | jan-15 dec-15            |
| 1.6 TDI                  | 4-in-lijn                | 16V                      | 1.598 cm³                | 79,5 mm                  | 80,5 mm                  | 16,2:1                   | 85 kW 116 pk             | 250 Nm                   | Voorwiel                 | 7-traps S tronic         | 200 km/u                 | 9,4 s                    | 3,8 l/100km              | 99g/km                   | 1175 kg                  | 45 L                     | 1184 km                  | 270 L                    | dec-15 jun-18            |
| 1.6 TDI                  | 4-in-lijn                | 16V                      | 1.598 cm³                | 79,5 mm                  | 80,5 mm                  | 16,2:1                   | 85 kW 116 pk             | 250 Nm                   | Voorwiel                 | 5-bak                    | 200 km/u                 | 9,4 s                    | 3,7 l/100km              | 97g/km                   | 1150 kg                  | 45 L                     | 1216 km                  | 270 L                    | jan-16 jun-18            |

| Geleverde Diesel motoren Sportback | Geleverde Diesel motoren Sportback | Geleverde Diesel motoren Sportback | Geleverde Diesel motoren Sportback | Geleverde Diesel motoren Sportback | Geleverde Diesel motoren Sportback | Geleverde Diesel motoren Sportback | Geleverde Diesel motoren Sportback | Geleverde Diesel motoren Sportback | Geleverde Diesel motoren Sportback | Geleverde Diesel motoren Sportback | Geleverde Diesel motoren Sportback | Geleverde Diesel motoren Sportback | Geleverde Diesel motoren Sportback | Geleverde Diesel motoren Sportback | Geleverde Diesel motoren Sportback | Geleverde Diesel motoren Sportback | Geleverde Diesel motoren Sportback | Geleverde Diesel motoren Sportback | Geleverde Diesel motoren Sportback |
| Type                               | Motor                              | Motor                              | Motor                              | Motor                              | Motor                              | Motor                              | Vermogen                           | Koppel                             | Aandrijving                        | Overbrenging                       | Topsnelheid                        | 0-100 km/u                         | Verbruik                           | Emissie                            | Gewicht                            | Tankinhoud                         | Actieradius                        | Koffervolume                       | Productie                          |
| Type                               | Cilinders                          | Kleppen                            | Inhoud                             | Boring                             | Slag                               | Compressie                         | Vermogen                           | Koppel                             | Aandrijving                        | Overbrenging                       | Topsnelheid                        | 0-100 km/u                         | Verbruik                           | Emissie                            | Gewicht                            | Tankinhoud                         | Actieradius                        | Koffervolume                       | Productie                          |
| ---------------------------------- | ---------------------------------- | ---------------------------------- | ---------------------------------- | ---------------------------------- | ---------------------------------- | ---------------------------------- | ---------------------------------- | ---------------------------------- | ---------------------------------- | ---------------------------------- | ---------------------------------- | ---------------------------------- | ---------------------------------- | ---------------------------------- | ---------------------------------- | ---------------------------------- | ---------------------------------- | ---------------------------------- | ---------------------------------- |
| 1.4 TDI Ultra                      | 3-in-lijn                          | 12V                                | 1.422 cm³                          | 79,5 mm                            | 95,5 mm                            | 16,1:1                             | 66 kW 90 pk                        | 230 Nm                             | Voorwiel                           | 7-traps S tronic                   | 182 km/u                           | 11,6 s                             | 3,6 l/100km                        | 94g/km                             | 1145 kg                            | 45 L                               | 1250 km                            | 270 L                              | sep-14 dec-15                      |
| 1.4 TDI Ultra                      | 3-in-lijn                          | 12V                                | 1.422 cm³                          | 79,5 mm                            | 95,5 mm                            | 16,1:1                             | 66 kW 90 pk                        | 230 Nm                             | Voorwiel                           | 5-bak                              | 182 km/u                           | 11,6 s                             | 3,4 l/100km                        | 91g/km                             | 1120 kg                            | 45 L                               | 1324 km                            | 270 L                              | mrt-15 dec-15                      |
| 1.4 TDI Ultra                      | 3-in-lijn                          | 12V                                | 1.422 cm³                          | 79,5 mm                            | 95,5 mm                            | 16,1:1                             | 66 kW 90 pk                        | 230 Nm                             | Voorwiel                           | 7-traps S tronic                   | 182 km/u                           | 11,6 s                             | 3,8 l/100km                        | 99g/km                             | 1145 kg                            | 45 L                               | 1184 km                            | 270 L                              | jan-16 jun-18                      |
| 1.4 TDI Ultra                      | 3-in-lijn                          | 12V                                | 1.422 cm³                          | 79,5 mm                            | 95,5 mm                            | 16,1:1                             | 66 kW 90 pk                        | 230 Nm                             | Voorwiel                           | 5-bak                              | 182 km/u                           | 11,6 s                             | 3,7 l/100km                        | 97g/km                             | 1130 kg                            | 45 L                               | 1216 km                            | 270 L                              | jan-16 jun-18                      |
| 1.6 TDI                            | 4-in-lijn                          | 16V                                | 1.598 cm³                          | 79,5 mm                            | 80,5 mm                            | 16,2:1                             | 85 kW 116 pk                       | 250 Nm                             | Voorwiel                           | 7-traps S tronic                   | 200 km/u                           | 9,5 s                              | 3,7 l/100km                        | 97g/km                             | 1200 kg                            | 45 L                               | 1216 km                            | 270 L                              | jan-15 nov-15                      |
| 1.6 TDI                            | 4-in-lijn                          | 16V                                | 1.598 cm³                          | 79,5 mm                            | 80,5 mm                            | 16,2:1                             | 85 kW 116 pk                       | 250 Nm                             | Voorwiel                           | 5-bak                              | 200 km/u                           | 9,5 s                              | 3,5 l/100km                        | 92g/km                             | 1175 kg                            | 45 L                               | 1286 km                            | 270 L                              | jan-15 dec-15                      |
| 1.6 TDI                            | 4-in-lijn                          | 16V                                | 1.598 cm³                          | 79,5 mm                            | 80,5 mm                            | 16,2:1                             | 85 kW 116 pk                       | 250 Nm                             | Voorwiel                           | 7-traps S tronic                   | 200 km/u                           | 9,5 s                              | 3,8 l/100km                        | 99g/km                             | 1200 kg                            | 45 L                               | 1184 km                            | 270 L                              | dec-15 jun-18                      |
| 1.6 TDI                            | 4-in-lijn                          | 16V                                | 1.598 cm³                          | 79,5 mm                            | 80,5 mm                            | 16,2:1                             | 85 kW 116 pk                       | 250 Nm                             | Voorwiel                           | 5-bak                              | 200 km/u                           | 9,5 s                              | 3,7 l/100km                        | 97g/km                             | 1175 kg                            | 45 L                               | 1216 km                            | 270 L                              | jan-16 jun-18                      |

## Tweede generatie (2018+)

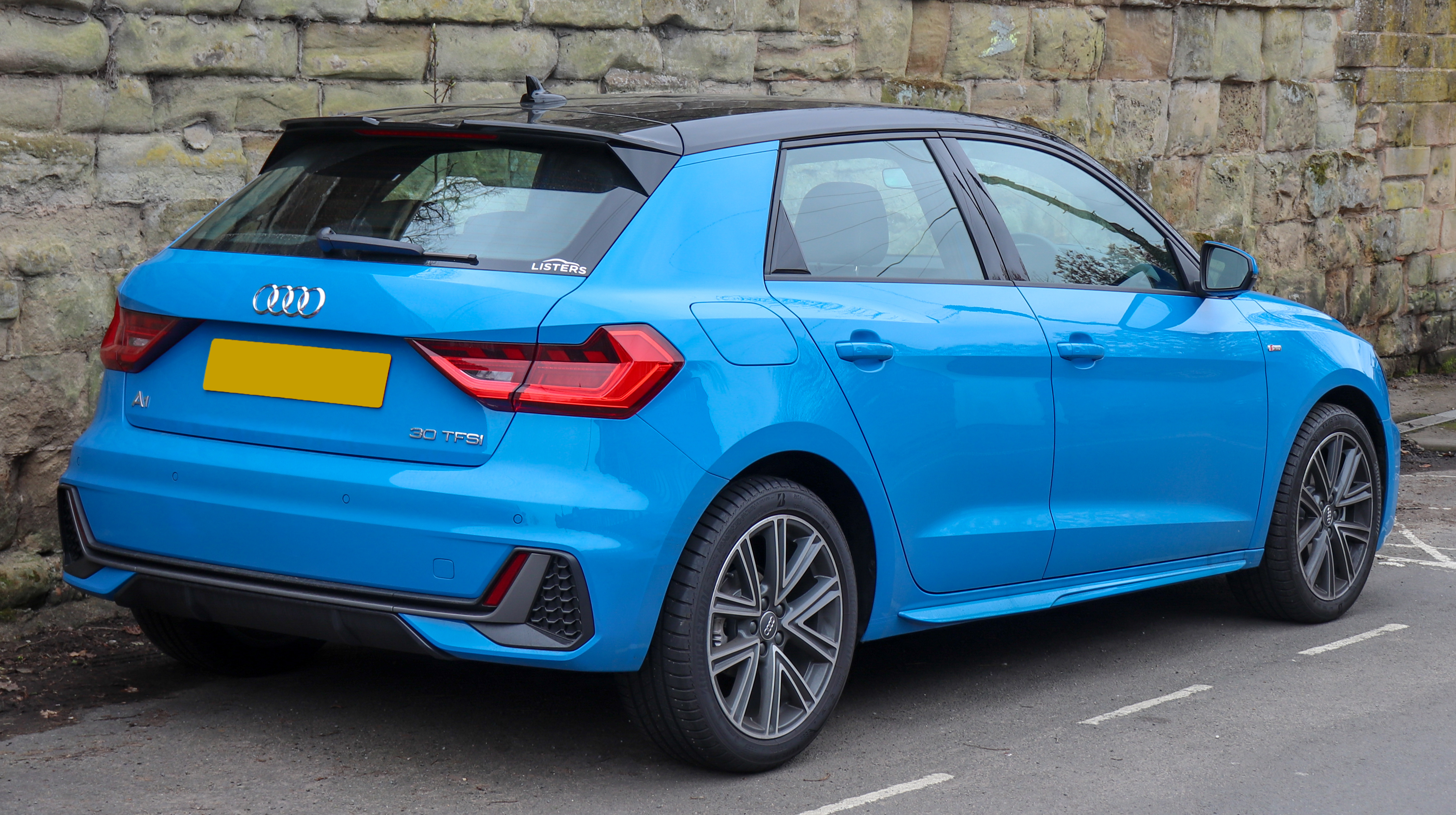
Achteraanzicht

De tweede generatie werd in juni 2018 gepresenteerd als opvolger van de originele A1. De tweede generatie kwam als verwacht alleen nog maar als vijfdeurs, die Sportback bleef heten.

### Uiterlijk
In tegenstelling tot sommige andere producten van Audi, werd de A1 uiterlijk drastisch veranderd. De voorkant werd scherper en minder rond, met een nieuwe hoekige grille, grote visuele luchtinlaten en een apart designelement, een sleuf tussen de motorkap en grille. Volgens Audi moet dit terug verwijzen naar de Audi Sport quattro. Hoewel de A-stijl hetzelfde bleef, is de C-stijl nu veel dikker, en doet meer denken aan die van de Q2. Deze C-stijl wordt voortaan mee gekleurd met de rest van de auto, waar het dak van de A-stijl tot de spoiler nog steeds in contrasterende kleur kan worden gelakt. Aan de achterkant zijn er andere lampen en bumpers. Ook zijn er, net als in veel andere nieuwe Audi's, geen uitlaatpijpen meer te zien, behalve op de 2.0 TFSI, waar wel twee echte uitlaten te zien zijn.
Ook het interieur is een stuk anders. Het dashboard is naar de bestuurder gericht met een geïntegreerd touchscreen. Dit touchscreen is hetzelfde 8,8 inch scherm als het bovenste scherm in de A6, A7 en A8. Ook nieuw is het optionele Audi Virtual Cockpit in het instrumentarium. Dit is een 12,3 inch scherm dat naast de tellers andere informatie kan weergeven, zoals het navigatiescherm. Veel van deze opties zijn te besturen vanaf het stuur. Er zijn verschillende materialen en kleuren beschikbaar voor de sierlijsten in het interieur.

### Citycarver
Als nieuwe variant werd er in 2019 de Audi A1 Citycarver gepresenteerd. Het model is grotendeels hetzelfde als de standaard A1, maar staat iets hoger dankzij andere vering. De cross-over is vergelijkbaar met wat Audi eerder deed met de A4 en A6 Allroad Quattro modellen, maar wou het niet dezelfde naam meegeven aangezien er geen vierwielaandrijving beschikbaar is. Audi positioneert de auto dan ook als een wagen voor licht ruw terrein, maar niet als volledige terreinwagen.

### Technisch
De tweede generatie A1 is gebaseerd op het Volkswagen Group MQB A0 platform, waar ook de zesde generatie Volkswagen Polo op gebouwd is.
Bij de introductie kwam de A1 met vier motoren beschikbaar, alle benzine. Daarmee is het de enige recente Audi waar geen dieselmotoren te bestellen zijn. De 1.0 TFSI bleef en is er met 95 of 116 pk. De 1.4 TFSI COD werd vervangen door de 1.5 TFSI COD, die ook 150 pk sterk is. Het nieuwe topmodel heeft voortaan een 200 pk sterke 2.0 TFSI.
Alle modellen hebben voorwielaandrijving. De 1.5 en 2.0 worden uitsluitend als automaat geleverd. De handgeschakelde versie van de 1.0 heeft zes versnellingen. In 2019 kwam er een model uit met minder vermogen voorzien van een handbak met 5 versnellingen.

### Geleverde motoren
| Geleverde Benzine motoren Sportback | Geleverde Benzine motoren Sportback | Geleverde Benzine motoren Sportback | Geleverde Benzine motoren Sportback | Geleverde Benzine motoren Sportback | Geleverde Benzine motoren Sportback | Geleverde Benzine motoren Sportback | Geleverde Benzine motoren Sportback | Geleverde Benzine motoren Sportback | Geleverde Benzine motoren Sportback | Geleverde Benzine motoren Sportback | Geleverde Benzine motoren Sportback | Geleverde Benzine motoren Sportback | Geleverde Benzine motoren Sportback | Geleverde Benzine motoren Sportback | Geleverde Benzine motoren Sportback | Geleverde Benzine motoren Sportback | Geleverde Benzine motoren Sportback | Geleverde Benzine motoren Sportback | Geleverde Benzine motoren Sportback |
| Type                                | Motor                               | Motor                               | Motor                               | Motor                               | Motor                               | Motor                               | Vermogen                            | Koppel                              | Aandrijving                         | Overbrenging                        | Topsnelheid                         | 0-100 km/u                          | Verbruik                            | Emissie                             | Gewicht                             | Tankinhoud                          | Actieradius                         | Koffervolume                        | Productie                           |
| Type                                | Cilinders                           | Kleppen                             | Inhoud                              | Boring                              | Slag                                | Compressie                          | Vermogen                            | Koppel                              | Aandrijving                         | Overbrenging                        | Topsnelheid                         | 0-100 km/u                          | Verbruik                            | Emissie                             | Gewicht                             | Tankinhoud                          | Actieradius                         | Koffervolume                        | Productie                           |
| ----------------------------------- | ----------------------------------- | ----------------------------------- | ----------------------------------- | ----------------------------------- | ----------------------------------- | ----------------------------------- | ----------------------------------- | ----------------------------------- | ----------------------------------- | ----------------------------------- | ----------------------------------- | ----------------------------------- | ----------------------------------- | ----------------------------------- | ----------------------------------- | ----------------------------------- | ----------------------------------- | ----------------------------------- | ----------------------------------- |
| 1.0 TFSI                            | 3-in-lijn                           | 12V                                 | 999 cm³                             | 74,5 mm                             | 76,4 mm                             | 10½:1                               | 70 kW 95 pk                         | 175 Nm                              | Voorwiel                            | 5-bak                               | 191 km/u                            | 10,8 s                              | 4,6 l/100km                         | 104g/km                             | 1090 kg                             | 40 L                                | 870 km                              | 335 L                               | sep-19                              |
| 1.0 TFSI                            | 3-in-lijn                           | 12V                                 | 999 cm³                             | 74,5 mm                             | 76,4 mm                             | 10½:1                               | 85 kW 116 pk                        | 200 Nm                              | Voorwiel                            | 7-traps S tronic                    | 203 km/u                            | 9,4 s                               | 4,8 l/100km                         | 108g/km                             | 1125 kg                             | 40 L                                | 833 km                              | 335 L                               | sep-18                              |
| 1.0 TFSI                            | 3-in-lijn                           | 12V                                 | 999 cm³                             | 74,5 mm                             | 76,4 mm                             | 10½:1                               | 85 kW 116 pk                        | 200 Nm                              | Voorwiel                            | 6-bak                               | 203 km/u                            | 9,5 s                               | 4,8 l/100km                         | 108g/km                             | 1105 kg                             | 40 L                                | 833 km                              | 335 L                               | sep-18                              |
| 1.5 TFSI                            | 4-in-lijn                           | 16V                                 | 1498 cm³                            | 74,5 mm                             | 85,9 mm                             | 10½:1                               | 110 kW 150 pk                       | 250 Nm                              | Voorwiel                            | 7-traps S tronic                    | 222 km/u                            | 7,7 s                               | 5 l/100km                           | 115g/km                             | 1165 kg                             | 40 L                                | 800 km                              | 335 L                               | dec-18                              |
| 2.0 TFSI                            | 4-in-lijn                           | 16V                                 | 1984 cm³                            | 82,5 mm                             | 92,8 mm                             | 11,7:1                              | 147 kW 200 pk                       | 320 Nm                              | Voorwiel                            | 6-traps S tronic                    | 235 km/u                            | 6,5 s                               | 6 l/100km                           | 136g/km                             | 1260 kg                             | 40 L                                | 667 km                              | 335 L                               | dec-18                              |

| Geleverde Benzine motoren Citycarver | Geleverde Benzine motoren Citycarver | Geleverde Benzine motoren Citycarver | Geleverde Benzine motoren Citycarver | Geleverde Benzine motoren Citycarver | Geleverde Benzine motoren Citycarver | Geleverde Benzine motoren Citycarver | Geleverde Benzine motoren Citycarver | Geleverde Benzine motoren Citycarver | Geleverde Benzine motoren Citycarver | Geleverde Benzine motoren Citycarver | Geleverde Benzine motoren Citycarver | Geleverde Benzine motoren Citycarver | Geleverde Benzine motoren Citycarver | Geleverde Benzine motoren Citycarver | Geleverde Benzine motoren Citycarver | Geleverde Benzine motoren Citycarver | Geleverde Benzine motoren Citycarver | Geleverde Benzine motoren Citycarver | Geleverde Benzine motoren Citycarver |
| Type                                 | Motor                                | Motor                                | Motor                                | Motor                                | Motor                                | Motor                                | Vermogen                             | Koppel                               | Aandrijving                          | Overbrenging                         | Topsnelheid                          | 0-100 km/u                           | Verbruik                             | Emissie                              | Gewicht                              | Tankinhoud                           | Actieradius                          | Koffervolume                         | Productie                            |
| Type                                 | Cilinders                            | Kleppen                              | Inhoud                               | Boring                               | Slag                                 | Compressie                           | Vermogen                             | Koppel                               | Aandrijving                          | Overbrenging                         | Topsnelheid                          | 0-100 km/u                           | Verbruik                             | Emissie                              | Gewicht                              | Tankinhoud                           | Actieradius                          | Koffervolume                         | Productie                            |
| ------------------------------------ | ------------------------------------ | ------------------------------------ | ------------------------------------ | ------------------------------------ | ------------------------------------ | ------------------------------------ | ------------------------------------ | ------------------------------------ | ------------------------------------ | ------------------------------------ | ------------------------------------ | ------------------------------------ | ------------------------------------ | ------------------------------------ | ------------------------------------ | ------------------------------------ | ------------------------------------ | ------------------------------------ | ------------------------------------ |
| 1.0 TFSI                             | 3-in-lijn                            | 12V                                  | 999 cm³                              | 74,5 mm                              | 76,4 mm                              | 10½:1                                | 70 kW 95 pk                          | 175 Nm                               | Voorwiel                             | 7-traps S tronic                     | 191 km/u                             | 11,1 s                               | 4,8 l/100km                          | 109g/km                              | 1125 kg                              | 40 L                                 | 833 km                               | 335 L                                | sep-19                               |
| 1.0 TFSI                             | 3-in-lijn                            | 12V                                  | 999 cm³                              | 74,5 mm                              | 76,4 mm                              | 10½:1                                | 70 kW 95 pk                          | 175 Nm                               | Voorwiel                             | 5-bak                                | 187 km/u                             | 11,2 s                               | 5,2 l/100km                          | 119g/km                              | 1130 kg                              | 40 L                                 | 769 km                               | 335 L                                | sep-19                               |
| 1.0 TFSI                             | 3-in-lijn                            | 12V                                  | 999 cm³                              | 74,5 mm                              | 76,4 mm                              | 10½:1                                | 85 kW 116 pk                         | 200 Nm                               | Voorwiel                             | 7-traps S tronic                     | 198 km/u                             | 9,9 s                                | 5,1 l/100km                          | 120g/km                              | 1170 kg                              | 40 L                                 | 784 km                               | 335 L                                | mrt-20                               |
| 1.0 TFSI                             | 3-in-lijn                            | 12V                                  | 999 cm³                              | 74,5 mm                              | 76,4 mm                              | 10½:1                                | 85 kW 116 pk                         | 200 Nm                               | Voorwiel                             | 6-bak                                | 198 km/u                             | 9,9 s                                | 5,2 l/100km                          | 117g/km                              | 1140 kg                              | 40 L                                 | 769 km                               | 335 L                                | mrt-20                               |

## Productie
Dit bevat tevens de productieaantallen voor de Audi S1.
| Model        | 2008             | 2009             | 2010             | 2011    | 2012    | 2013    | 2014    | 2015    | 2016    | 2017   | 2018   | 2019             | 2020             | Totaal    |
| ------------ | ---------------- | ---------------- | ---------------- | ------- | ------- | ------- | ------- | ------- | ------- | ------ | ------ | ---------------- | ---------------- | --------- |
| A1           | 32               | 226              | 51.937           | 116.749 | 47.491  | 38.258  | 35.216  | 32.271  | 23.652  | 19.010 | 8.750  | Niet beschikbaar | Niet beschikbaar | 373.592   |
| A1 Sportback | Niet beschikbaar | Niet beschikbaar | Niet beschikbaar | 817     | 75.620  | 82.262  | 80.162  | 83.979  | 81.600  | 76.336 | 71.637 | 81.287           | 62.099           | 695.799   |
| Totaal       | 32               | 226              | 51.937           | 117.566 | 123.111 | 120.520 | 115.378 | 116.250 | 105.252 | 95.346 | 80.387 | 81.287           | 62.099           | 1.069.391 |